# Албијано
Албијано (итал. Albiano) је насеље у Италији у округу Тренто, региону Трентино-Јужни Тирол.
Према процени из 2011. у насељу је живело 1492 становника. Насеље се налази на надморској висини од 646 м.

## Становништво
Према резултатима пописа становништва 2011. у општини је живело 1.508 становника.
| 1931. | 1936. | 1951. | 1961. | 1971. | 1981. | 1991. | 2001. | 2011. |
| ----- | ----- | ----- | ----- | ----- | ----- | ----- | ----- | ----- |
| 931   | 992   | 1.176 | 1.187 | 1.438 | 1.385 | 1.400 | 1.447 | 1.508 |

## Партнерски градови
- Rio dos Cedros